# Universidade das Nações Unidas

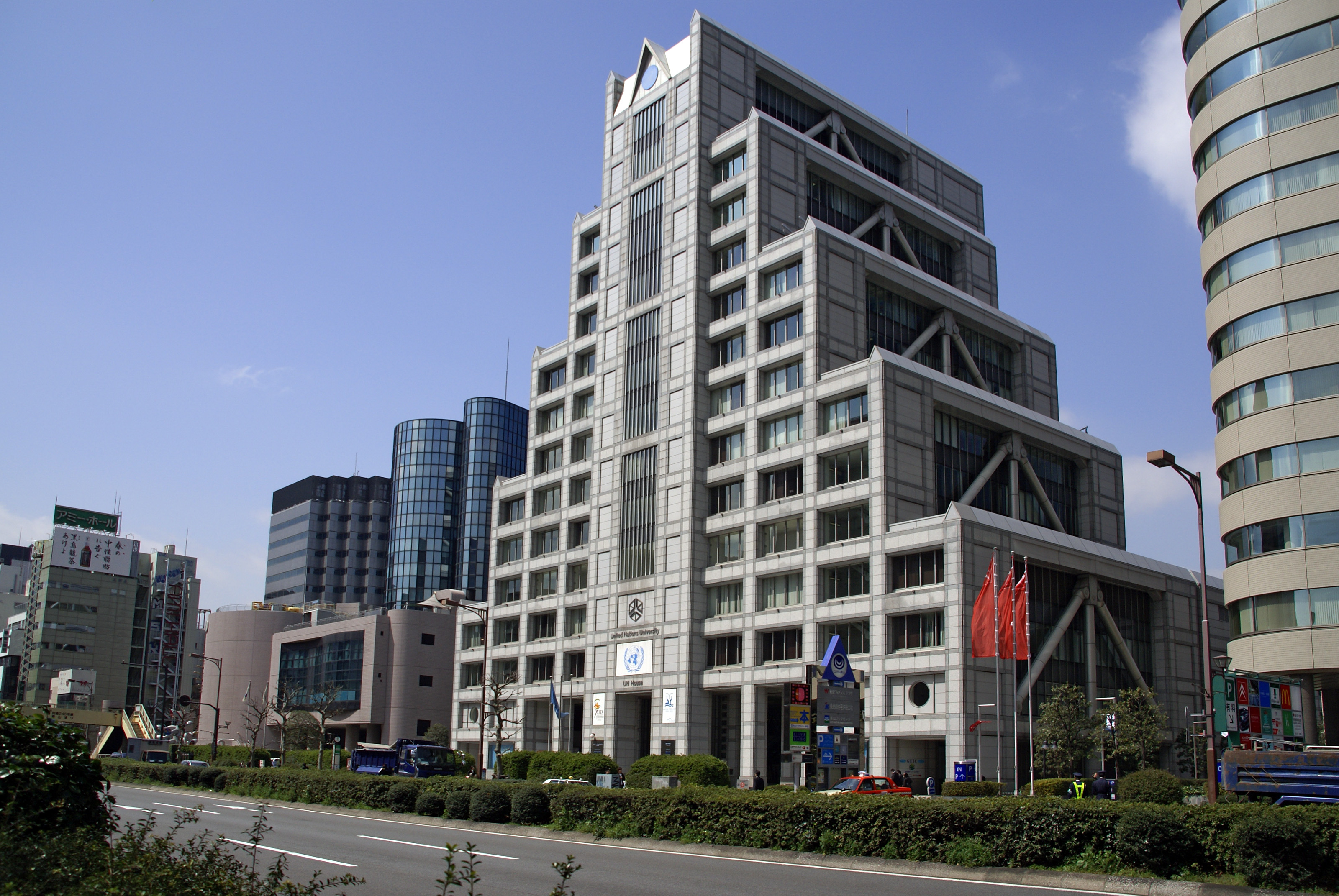
Câmpus da Universidade das Nações Unidas em Tóquio.

Universidade das Nações Unidas (UNU) é uma universidade estabelecida em 6 de dezembro de 1973 ao implementar a resolução 3081 da Assembleia-Geral das Nações Unidas, através da proposta de U Thant, secretário geral da ONU nessa época.
À diferença da maioria das universidades, a UNU não aceita estudantes nem outorga títulos. Em vez disso, mantém vários centros de pesquisa em diferentes países, nos quais  pesquisadores e estudantes de doutorado de outras universidades podem  realizar investigações. Está especialmente orientada a pesquisadores e estudantes de países em desenvolvimento.
A UNU é dirigida por um reitor e tem sua sede central em Tóquio, Japão, com duas sedes alternadas em Nova York (UNU/ONU) e Paris (UNU/UNESCO). 
Não recebe financiamento regular das Nações Unidas, sendo financiada por contribuições voluntárias dos estados-membros da ONU e pelo retorno de seus investimentos.

## Centros e Programas de Pesquisa e Formação (RTC/P)
Atualmente a Universidade das Nações Unidas conta com 15 centros e programas de pesquisa e formação, cada um deles com mandato específico, situados em 12 países. O sistema UNU é coordenado pela UNU-CENTRE, com sede em Tóquio (Japão).
- Instituto da UNU sobre Globalização, Cultura e Mobilidade (UNU-GCN).  Barcelona, Espanha
- Instituto da UNU de Estudos Comparativos de Integração Regional (UNU-CRIS). , Brugge, Bélgica
- Instituto da UNU para o Meio Ambiente e Segurança Humana (UNU-EHS).  Bonn, Alemanha
- Instituto da UNU para a Gestão Integrada dos Fluxos de Materiais e de Recursos (UNU-FLORES).  Dresden, Alemanha
- Instituto da UNU de Estudos Avançados (UNU-IAS).  Yokohama, Japão
- Instituto Internacional da UNU para Saúde Global (UNU-IIGH),  Kuala Lumpur, Malásia
- Instituto Internacional da UNU para a Tecnologia de Software (UNU-IIST).  Macau,  República Popular da China
- Instituto da UNU para Recursos Naturais na África (UNU-INRA).  Legon, Gana
- Instituto da UNU para Água, Meio Ambiente e Saúde (UNU-INWEH)  McMaster University.  Hamilton, Canadá
- Instituto da UNU para Sustentabilidade e Paz (UNU-ISP),  Tóquio, Japão
- Instituto da UNU de Pesquisa Econômica e Social em Inovação e Tecnologia (UNU-MERIT).  Maastricht, Países Baixos
- Instituto Mundial da UNU de Pesquisas de Economia do Desenvolvimento (UNU-WIDER).  Helsinque, Finlândia
- Programa para Biotecnologia da UNU na América Latina e Caribe (UNU-BIOLAC).  Caracas, Venezuela
- Programa de Formação Geotérmica (UNU-GTP).  Reykjavík, Islândia
- Programa de Formação em Pesca (UNU-FTP),  Reykjavík, Islândia
- Programa de Formação em Restauração de Terra (UNU-LRT),  Reykjavík, Islândia

Outros programas:
- Academia Internacional de Liderança [UNU/ILA].  Amã, Jordânia
- Programa da UNU para a Alimentação e a Nutrição, Office of the Vice-Provost.  Nova Iorque, Estados Unidos
- Iniciativa para a Resolução de Conflitos e Etnicidade (UNU/INCORE) Aberfoyle House, Northland Road,  Londres, Reino Unido
- Cátedra e Rede UNESCO e UNU de "Economia Global e Desenvolvimento Sustentável" (UNESCO/UNU/REGGEN).  Niterói, Rio de Janeiro, Brasil.